# Major tölgy
A Major tölgy („Az Őrnagy”) hatalmas fa Edwinstowe falu (Anglia) közelében, a sherwoodi erdőben. A helyi legenda szerint egyszer a fa odva volt Robin Hood búvóhelye.
A becslések szerint 23 tonnát nyom, a törzsének kerülete 33 láb (10 méter), és 800-1000 éves lehet. Európa egyik legismertebb fája. Évente több százezer turista látogatja meg.
1790-ben Hayman Rooke őrnagy (angolul major) készített róla leírást, innen kapta a nevét. A viktoriánus korszak óta vastag ágait póznákkal támasztják alá. 1988 februárjában egy helyi cég klónokat kezdett előállítani a fából, azzal a céllal, hogy a világ nagyvárosaiban ültessék el őket.
1998-ban botrányt kavart, hogy egy mansfieldi lakos az interneten keresztül a major tölgy állítólagos makkjait forgalmazta amerikaiaknak.
Több elmélet is van róla, miért vastagodhatott meg ennyire a fa törzse. Az egyik szerint több facsemete forrt össze egy törzsben. Egy másik teória, hogy a tölgy a korai erdőművelés egy példája: a fiatal fa törzsét többször visszanyesték, hogy vastagodjon, és így több fát lehessen majd nyerni belőle.

## Külső hivatkozás
- További információk, angolul